# 核内受容体コアクチベーター7
核内受容体コアクチベーター7（NCOA7: nuclear receptor coactivator 7）は、ヒトのNCOA7遺伝子によってコードされるタンパク質である 。